# Пипин I Аквитански
Пипин I Аквитански (797—838) је био краљ Активаније, војводства које је обухватало југозападни и централни дио Француске и војвода Маинеа.

## Биогафски подаци
Рођен је као други син цара Луја I Побожног и краљице Ермангарде од Хесбеја од којих је на управљање добио област Активаније 817. године. 
У браку са Ингелтрудом имао је два сина и двије кћери. Његову владавину обиљежили су ти породични сукоби са оцем и браћом. Године 830. уз помоћ старије брата Лотара I, а касније и млађег  Лудвига II Њемачког побунио се против оца и заузео Париз. Пипин I Активински је 834. године ипак подржао оца у намјери да поврати власт. Умро је четири године касније, након чега је Пипинов отац Активанију додијелио његовом млађем полубрату Карлу Ћелавом.